# Net primary production
Net primary production (zkráceně NPP) je čistá primární produkce biosféry posuzována jako množství energie. Je to celková energie akumulovaná zelenými rostlinami ze slunečního záření, která je následně uložena v živých tkáních.
NPP je základem všech potravních řetězců, neboť naprosto každý živý tvor na Zemi se živí buď rostlinami, nebo organismy, jež se živí rostlinami, nebo organismy, jež se živí organismy, jež se živí rostlinami a tak dále. NPP tak definuje vstup (zřídlo) energie, jež pohání nejen celou živočišnou, ale i rostlinnou říši.
V současnosti NPP souší spíše roste, ale oceánů spíše klesá.

## NPP a člověk
Lidstvo jako celek přímo spotřebuje asi 3 % NPP souše. Dalších více než 36 % spotřebuje nepřímo na odpady ze zemědělství, vypalování lesů, mýcení, přispívání k vytváření pouští a přeměnu přírodních oblastí na lidská sídla.

## Výjimky
Teprve v posledních letech se zjistilo, že ne všechna energie v živých organismech musí přímo nebo nepřímo pocházet ze slunečního záření. V hlubinách oceánů byla objevena společenstva, která veškerou svou energii získávají z geotermální činnosti - viz černý kuřák.